# Eupithecia tornifascia
Eupithecia tornifascia är en fjärilsart som beskrevs av Rothschild 1913. Eupithecia tornifascia ingår i släktet Eupithecia och familjen mätare. Inga underarter finns listade i Catalogue of Life.